# Station Sint-Martens-Bodegem
Het station Sint-Martens-Bodegem is een spoorweghalte langs de Belgische spoorlijn 50 (Brussel - Gent) in Sint-Martens-Bodegem, een deelgemeente van de gemeente Dilbeek. Sint-Martens-Bodegem is een stopplaats op lijnen S4 en S10 van het Gewestelijk ExpresNet (GEN) rond Brussel.
Het station werd op 1 september 1864 geopend onder de Franstalige naam "Bodeghem-Saint-Martin". In 1916 werd de naam veranderd naar het Nederlandstalige "Sint-Maartens-Bodeghem" en in 1936 werd de schrijfwijze aangepast naar de huidige. Het stationsgebouw werd in 1994 gesloten maar werd toentertijd wel nog steeds bewoond. Nadat de bewoner vertrok, verkocht de NMBS het verloederde stationsgebouw in 2000 aan een kunstenaar. Na het overlijden van deze kunstenaar vond het gebouw in 2006 een nieuwe koper die er een woning van maakte. Sinds 2012 heeft het oude stationsgebouw de status van bouwkundig erfgoed.
Net zoals de stations in de buurt werden ook hier de perrons vernieuwd in het kader van het Gewestelijk ExpresNet. In 2017 werd de parking vernieuwd.
In 2019 werd bekendgemaakt dat langs het station een nieuw fietspad zal worden aangelegd, dat deel zal uitmaken van de nieuwe fietssnelweg tussen Brussel en Gent. De aanbouw hiervan wordt gepland voor de periode 2023-2024.

## Treindienst
| Serie | Treinsoort | Route                                                                    | Bijzonderheden                                   |
| ----- | ---------- | ------------------------------------------------------------------------ | ------------------------------------------------ |
| S 4   | GEN (NMBS) | Aalst – Sint-Martens-Bodegem – Brussel-Schuman – Mechelen                | Rijdt alleen op werkdagen.                       |
| S 10  | GEN (NMBS) | Dendermonde – Brussel-West – Brussel-Zuid – Sint-Martens-Bodegem – Aalst | Tijdens de spits extra ritten Aalst-Brussel-Zuid |

## Galerij

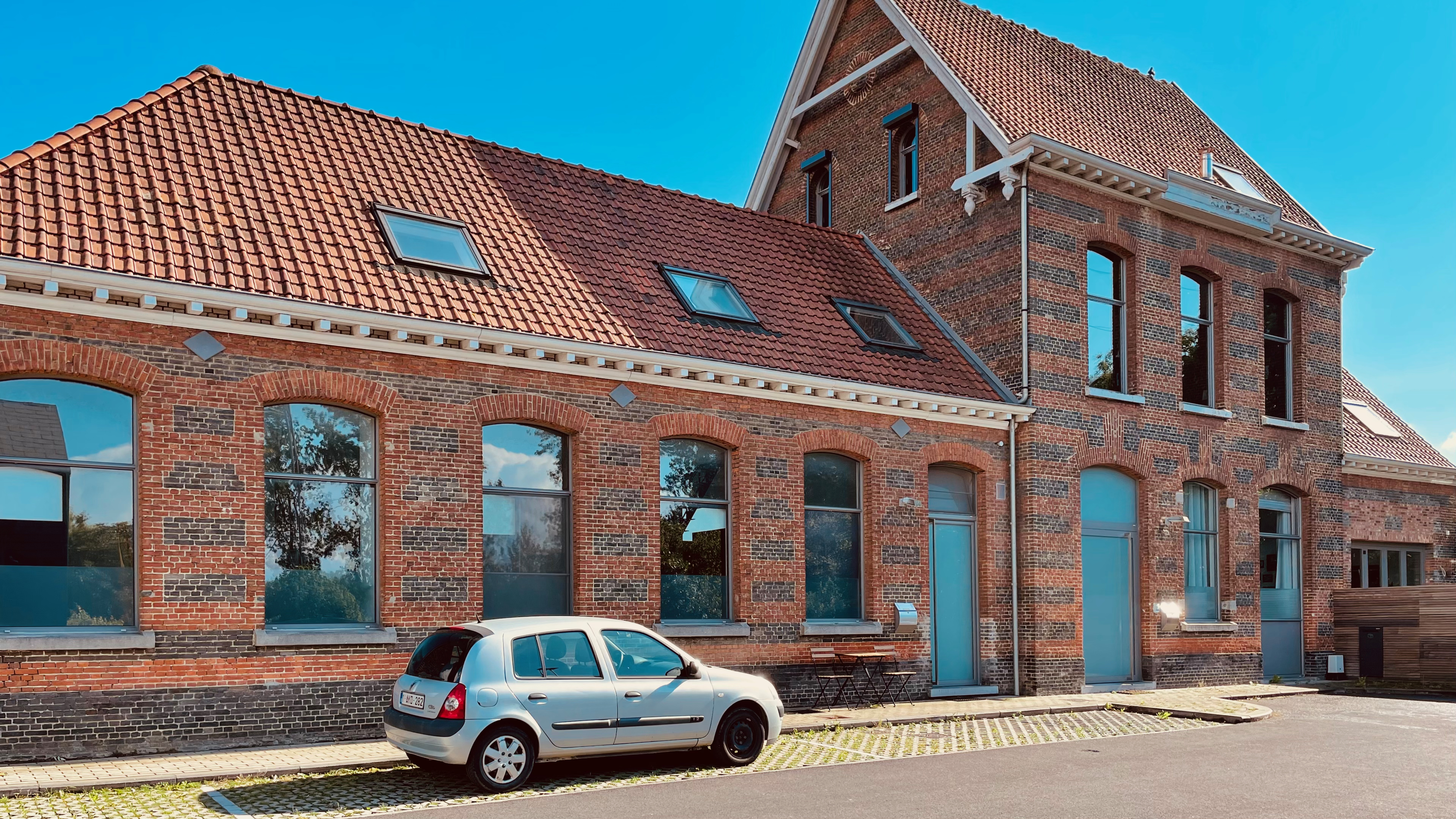
Het voormalige stationsgebouw
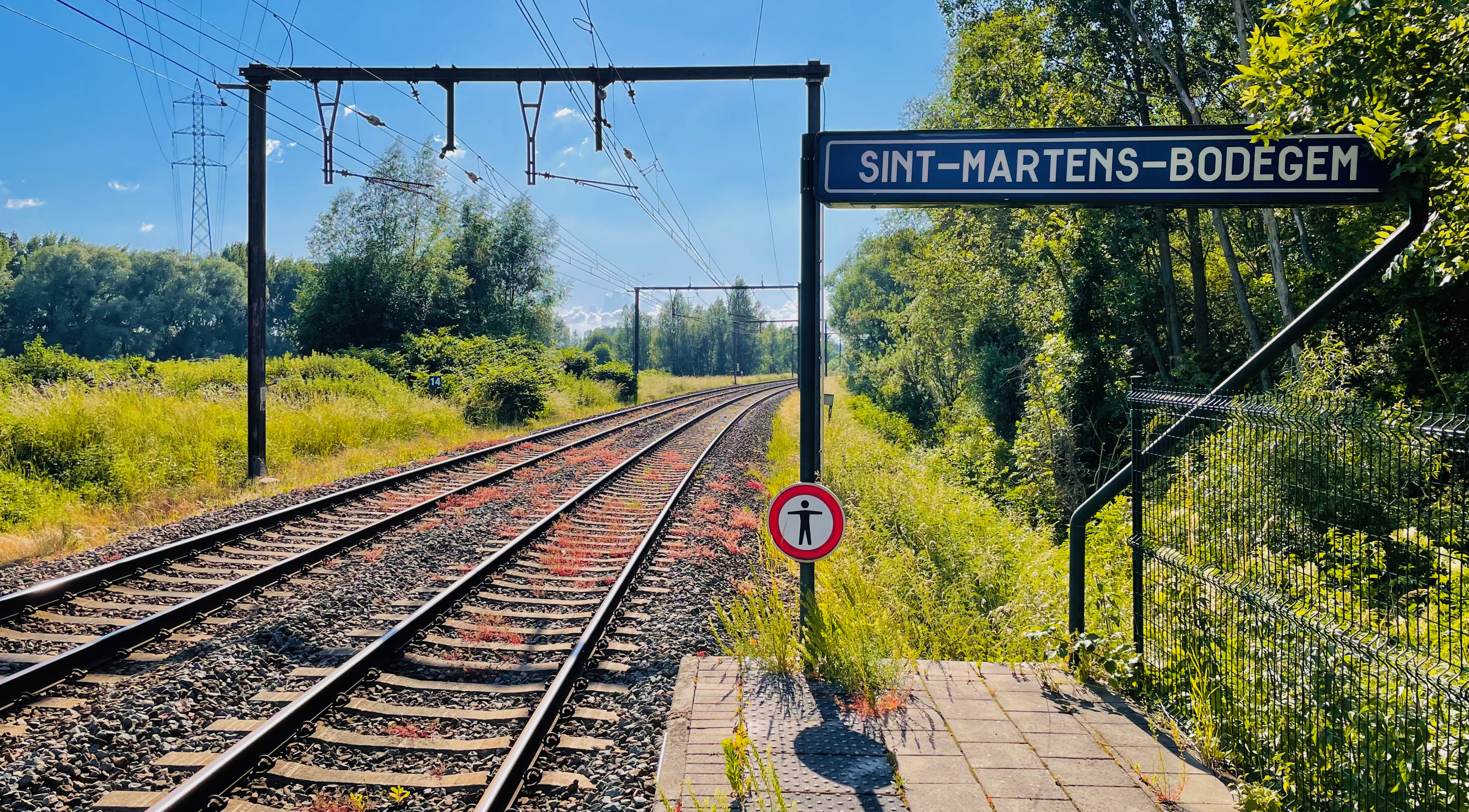
Plaatsnaambord op einde perron
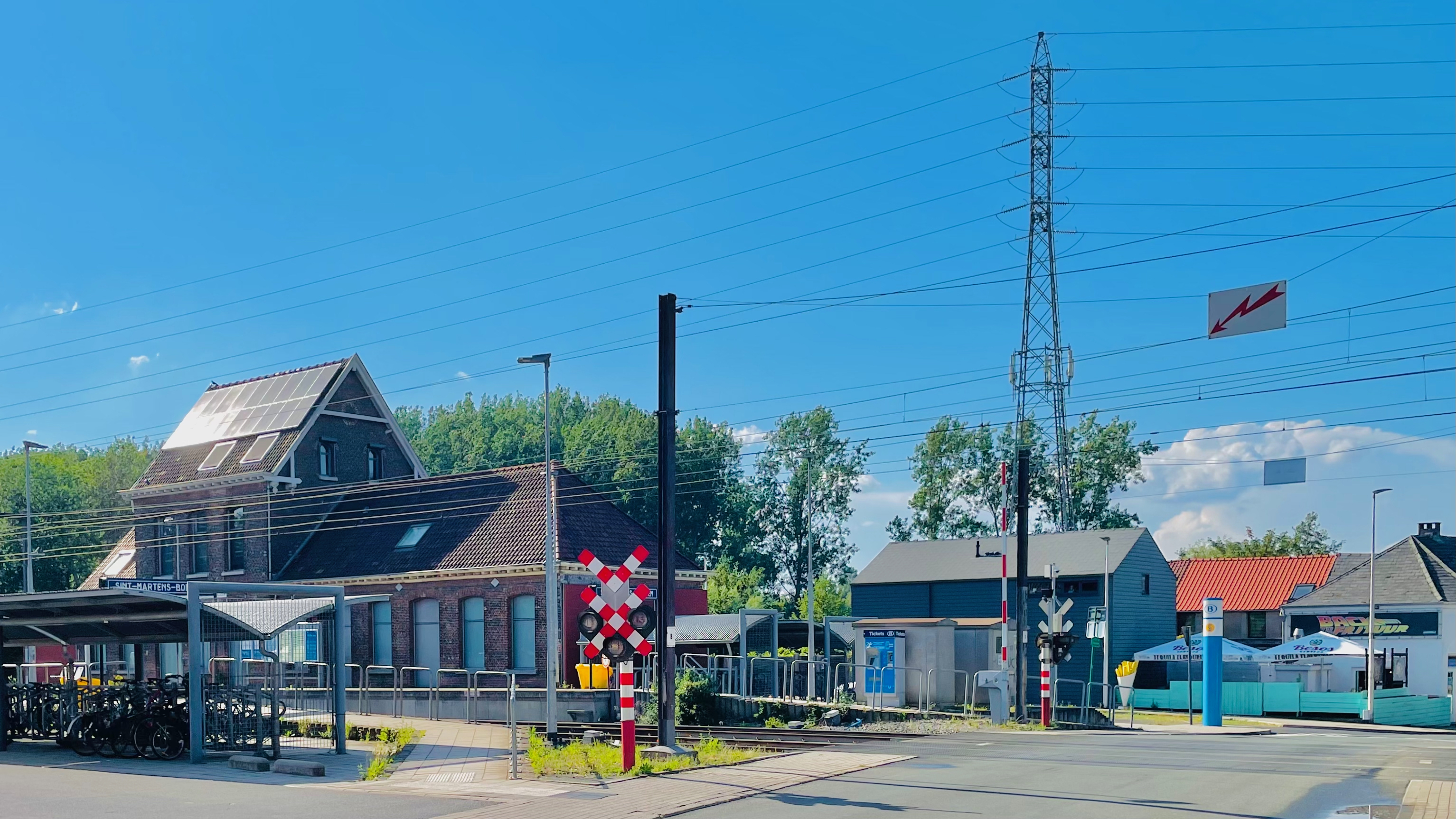
Overweg aan het station
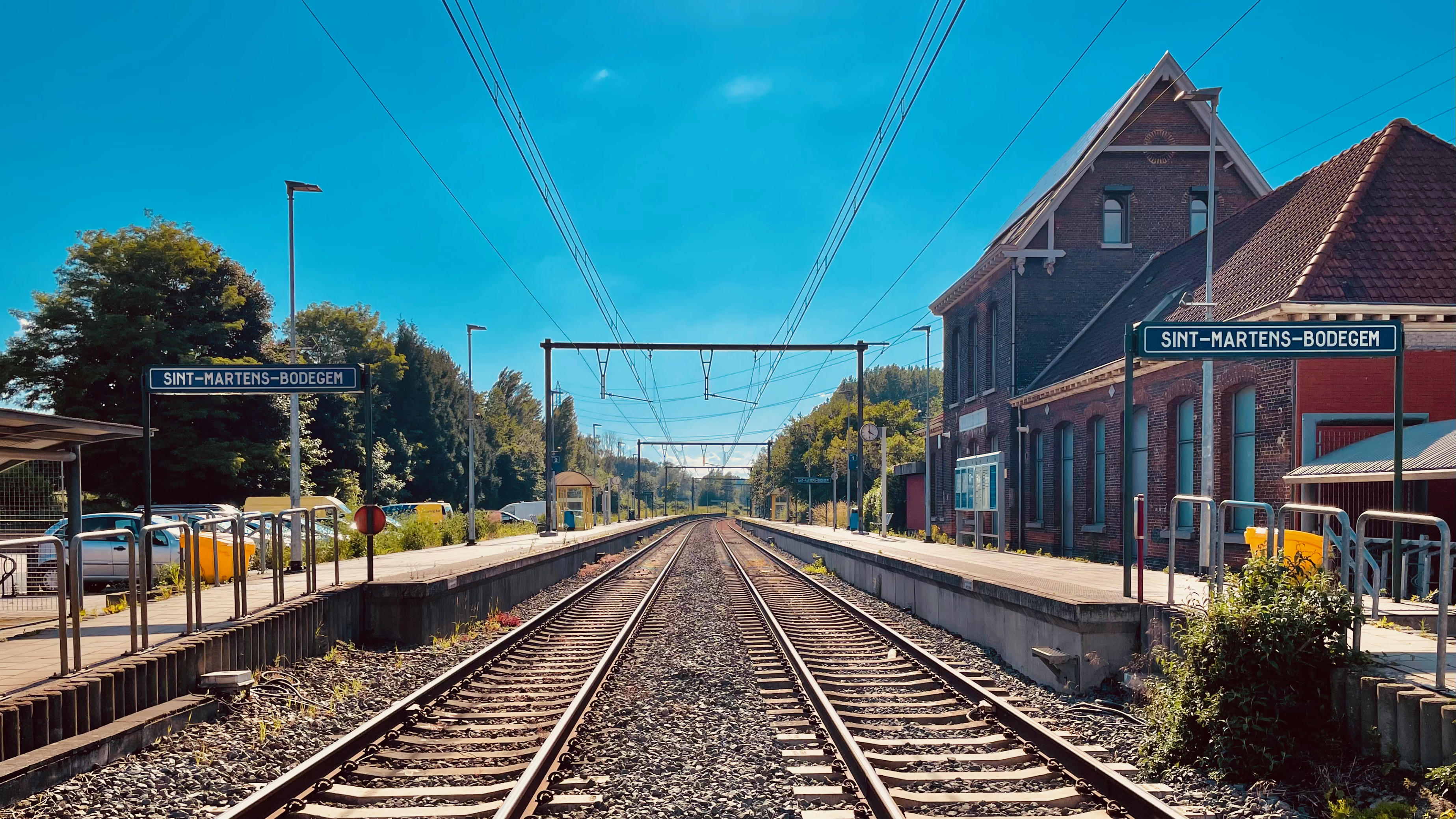
Zicht op de sporen
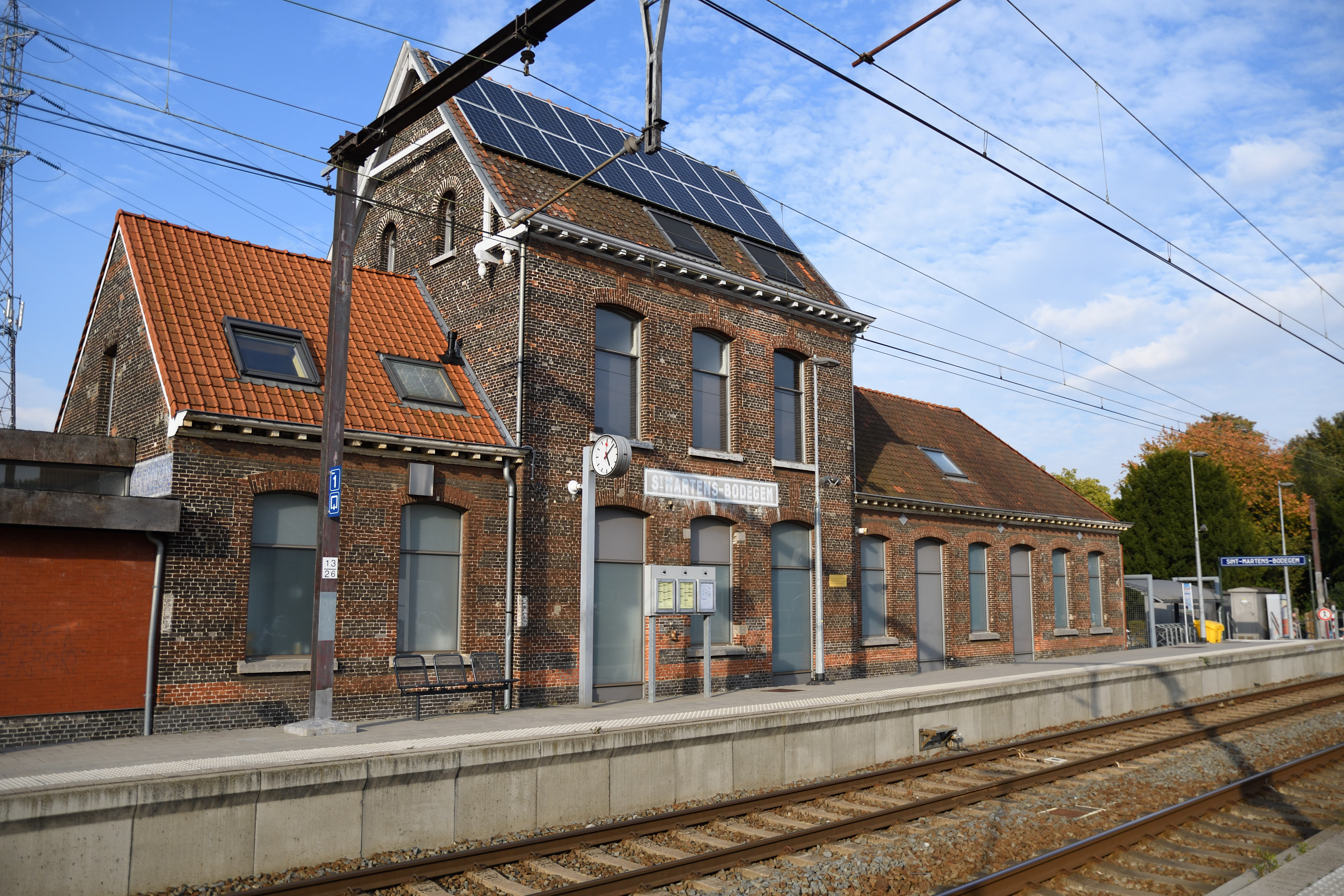
Het station (2019)

## Reizigerstellingen
De grafiek en tabel geven het gemiddeld aantal instappende reizigers weer op een week-, zater- en zondag.
| Tabel: aantal instappende reizigers station Sint-Martens-Bodegem | Tabel: aantal instappende reizigers station Sint-Martens-Bodegem | Tabel: aantal instappende reizigers station Sint-Martens-Bodegem | Tabel: aantal instappende reizigers station Sint-Martens-Bodegem |
|                                                                  | Weekdag                                                          | Zaterdag                                                         | Zondag                                                           |
| ---------------------------------------------------------------- | ---------------------------------------------------------------- | ---------------------------------------------------------------- | ---------------------------------------------------------------- |
| 1977                                                             | 458                                                              | 167                                                              | 107                                                              |
| 1978                                                             | 486                                                              | 152                                                              | 107                                                              |
| 1979                                                             | 431                                                              | 110                                                              | 86                                                               |
| 1980                                                             | 502                                                              | 96                                                               | 57                                                               |
| 1981                                                             | 347                                                              | 42                                                               | 88                                                               |
| 1982                                                             | 378                                                              | 68                                                               | 52                                                               |
| 1983                                                             | 413                                                              | 78                                                               | 76                                                               |
| 1984                                                             | 410                                                              | 69                                                               | 65                                                               |
| 1985                                                             | 347                                                              | 73                                                               | 79                                                               |
| 1986                                                             | 317                                                              | 60                                                               | 54                                                               |
| 1987                                                             | 360                                                              | 65                                                               | 69                                                               |
| 1988                                                             | 374                                                              | 61                                                               | 57                                                               |
| 1989                                                             | 310                                                              | 54                                                               | 33                                                               |
| 1990                                                             | 340                                                              | 59                                                               | 45                                                               |
| 1991                                                             | 326                                                              | 55                                                               | 51                                                               |
| 1992                                                             | 350                                                              | 63                                                               | 50                                                               |
| 1993                                                             | 235                                                              | 44                                                               | 31                                                               |
| 1994                                                             | 270                                                              | 53                                                               | 52                                                               |
| 1995                                                             | 208                                                              | 51                                                               | 23                                                               |
| 1996                                                             | 233                                                              | 47                                                               | 31                                                               |
| 1997                                                             | 267                                                              | 51                                                               | 46                                                               |
| 1998                                                             | 290                                                              | 60                                                               | 26                                                               |
| 1999                                                             | 305                                                              | 68                                                               | 29                                                               |
| 2000                                                             | 317                                                              | 62                                                               | 55                                                               |
| 2001                                                             | 266                                                              | 56                                                               | 38                                                               |
| 2002                                                             | 240                                                              | 46                                                               | 56                                                               |
| 2003                                                             | 279                                                              | 68                                                               | 54                                                               |
| 2004                                                             | 255                                                              | 81                                                               | 56                                                               |
| 2005                                                             | 293                                                              | 62                                                               | 68                                                               |
| 2006                                                             | 282                                                              | 76                                                               | 48                                                               |
| 2007                                                             | 319                                                              | 65                                                               | 58                                                               |
| 2008                                                             | -                                                                | -                                                                | -                                                                |
| 2009                                                             | 324                                                              | 65                                                               | 64                                                               |
| 2010                                                             | -                                                                | -                                                                | -                                                                |
| 2011                                                             | -                                                                | -                                                                | -                                                                |
| 2012                                                             | 367                                                              | 63                                                               | 62                                                               |
| 2013                                                             | 374                                                              | 46                                                               | 40                                                               |
| 2014                                                             | 403                                                              | 58                                                               | 59                                                               |
| 2015                                                             | 349                                                              | 55                                                               | 68                                                               |
| 2016                                                             | 330                                                              | 66                                                               | 67                                                               |
| 2017                                                             | 394                                                              | 86                                                               | 64                                                               |
| 2018                                                             | 376                                                              | 84                                                               | 64                                                               |
| 2019                                                             | 366                                                              | 133                                                              | 78                                                               |
| 2020                                                             | 241                                                              | 37                                                               | 29                                                               |
| 2021                                                             | -                                                                | -                                                                | -                                                                |
| 2022                                                             | 568                                                              | 142                                                              | 135                                                              |
| 2023                                                             | 502                                                              | 147                                                              | 122                                                              |
| 2024                                                             | 459                                                              | 205                                                              | 141                                                              |

1. ↑  De bron voor de gegevens is NMBS – Reizigerstellingen. De tellingen worden meestal uitgevoerd in de maand oktober: gedurende 9 opeenvolgende dagen (5 werkdagen en de 2 omliggende weekends) worden dan door het stations- en treinbegeleidingspersoneel visuele tellingen verricht. De methode bestaat erin het aantal in- en uitstappende reizigers te tellen in alle stations en stopplaatsen en dit voor alle treinen van het binnenlands verkeer. Het getal naast het kopje 'weekdag' slaat op het gemiddeld aantal opstappende (dus niet het aantal afstappende) reizigers op een weekdag (maandag, dinsdag, woensdag, donderdag en vrijdag opgeteld gedeeld door vijf), zaterdag en zondag staan apart vermeld. De cijfers geven een indicatie en hebben een foutenmarge, die in sommige gevallen aanzienlijk kan zijn.
2. ↑  Kaart S-trein Brussel / Carte Train S Bruxelles (pdf). NMBS (4 juni 2018). Gearchiveerd op 20 oktober 2018. Geraadpleegd op 25 oktober 2018.
3. ↑  Yvette Schenkel-Latoir, Jan Schenkel & Marijke Schenkel, Sint-Martens-Bodegem. Spoorweggeschiedenis.be. Geraadpleegd op 25 oktober 2018.
4. ↑  Jean-Pierre Schoukens, "Verkommerd station vindt een koper", Het Laatste Nieuws/Pajottenland, 7 januari 2006, pp. 41. Geraadpleegd op 25 oktober 2018.

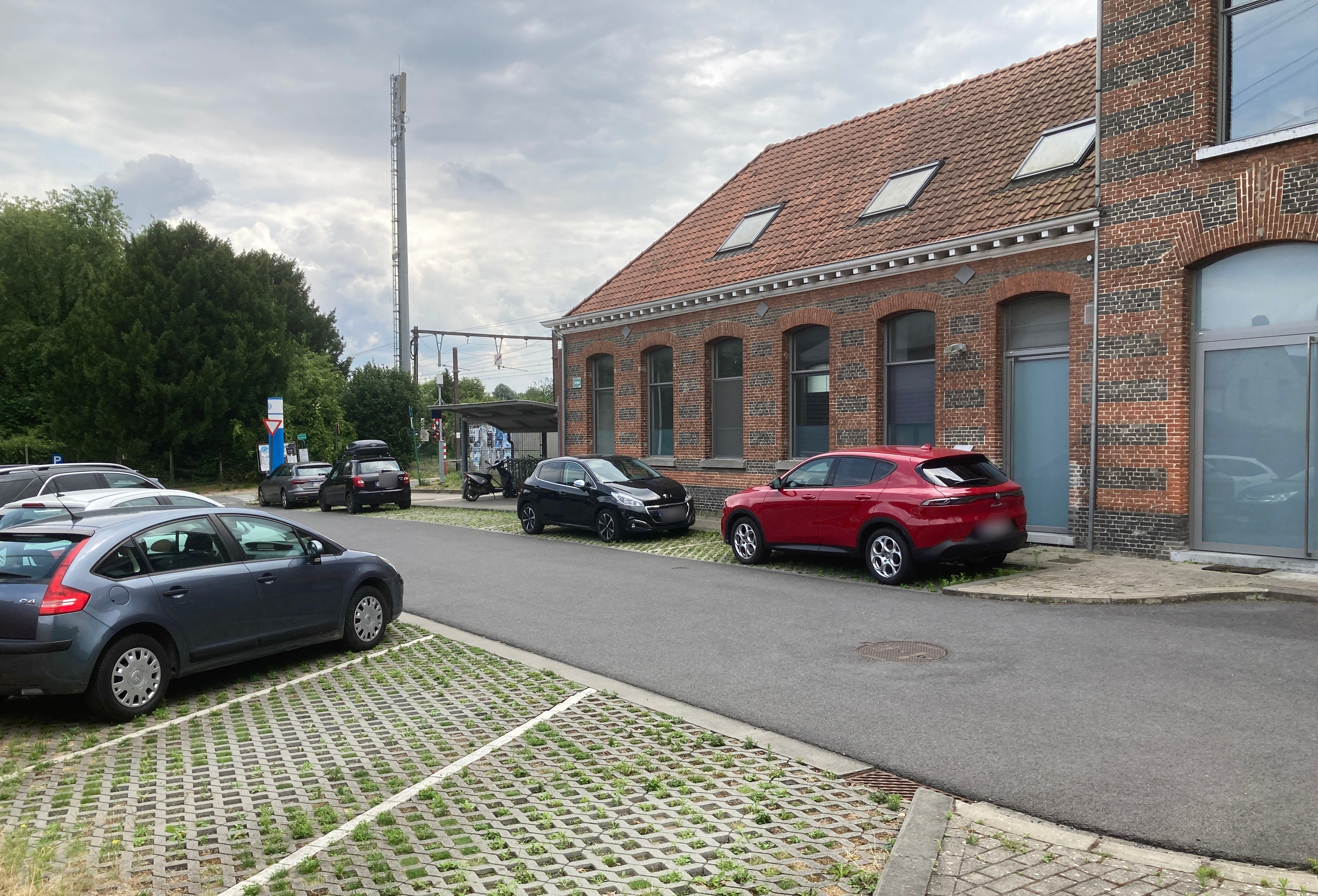
Stationsplein achter het station

5. ↑  Katrien Verwinnen, Station Sint-Martens-Bodegem. Agentschap Onroerend Erfgoed (2012). Geraadpleegd op 25 oktober 2018.
6. ↑  Aanleg Sint-Martens-Bodegem tot grens met Brussel. Fietssnelwegen. Geraadpleegd op 24 juli 2023.
7. ↑  De bron voor de gegevens zijn de jaarlijks door de NMBS in oktober uitgevoerde reizigerstellingen. Stationspersoneel en treinbegeleiders tellen dan visueel gedurende negen opeenvolgende dagen (vijf werkdagen en de twee aansluitende weekends) in alle stations en stopplaatsen het aantal instappende reizigers en dit voor alle binnenlandse treinen. De groene balk geeft het gemiddeld aantal opstappende (dus niet het aantal afstappende) reizigers weer op een weekdag (maandag, dinsdag, woensdag, donderdag en vrijdag opgeteld en gedeeld door vijf). Zaterdag wordt weergegeven door de blauwe en zondag door de rode balk. De cijfers geven een indicatie en hebben een foutenmarge, die in sommige gevallen aanzienlijk kan zijn. In 2008, 2010, 2011 en 2021 (corona) werden geen tellingen uitgevoerd. De gegevens zijn online raadpleegbaar, zoekterm Reizigerstellingen

0,0: Brussel-Noord ·
1,0: Koninklijk Station ·
2,4: Laken ·
3,2: Bockstael ·
4,1: Jette ·
7,6: Sint-Agatha-Berchem ·
8,9: Groot-Bijgaarden ·
11,0: Dilbeek ·
13,7: Sint-Martens-Bodegem ·
15,6: Ternat-Brusselsesteenweg ·
16,7: Ternat ·
20,3: Essene-Lombeek ·
21,9: Liedekerke ·
23,8: Denderleeuw ·
26,7: Erembodegem ·
29,7: Aalst ·
34,5: Lede ·
37,0: Serskamp ·
40,3: Schellebelle ·
43,1: Wetteren ·
46,9: Kwatrecht ·
49,5: Melle ·
52,6: Merelbeke ·
Ledeberg ·
55,6: Gent-Sint-Pieters